# سیارک ۲۲۱۰۲
سیارک ۲۲۱۰۲ (به انگلیسی: 22102 Karenlamb، نامگذاری:2000JR61) بیست و دو هزار و صد و دومین سیارک کشف شده‌است که در ۷ مه ۲۰۰۰ کشف شد.
قدر مطلق سیارک برابر ۲۰.۴ است.